# Evaluación de los Ecosistemas del Milenio
La Evaluación de los Ecosistemas del Milenio (Millennium Ecosystem Assessment en inglés), lanzada en 2005 por las Naciones Unidas, es una síntesis internacional del estado de los ecosistemas de la Tierra. Fue llevado a cabo por más de 1000 de los principales biólogos del mundo, y ofrece resúmenes y directrices para la toma de decisiones. Llega a la conclusión de que la actividad humana está teniendo un impacto significativo y creciente sobre la biodiversidad de los ecosistemas del mundo, reduciendo tanto su resiliencia (capacidad de recuperación) y su biocapacidad (capacidad de ofrecer recursos y absorber residuos). El informe se refiere a los sistemas naturales de la humanidad como "sistema de soporte vital", proporcionando "servicios del ecosistema" esenciales para la vida.
La evaluación identifica 24 servicios de los ecosistemas y llega a la conclusión de que:
- 4 mostraron un mejoramiento en los últimos 50 años
- 15 están en serio declive
- 5 están en estado estable por lo general, aunque bajo amenaza en algunas partes del mundo.[1]

## La Evaluación de Ecosistemas del Milenio de España
En España, se inició en 2009, acabando la fase de la evaluación de la dimensión biofísica de los Ecosistemas del Milenio de España en el año 2012. Ha consistido en el primer análisis que se realiza sobre el estado y las tendencias de los servicios de los ecosistemas terrestres y acuáticos de España y su contribución al bienestar de sus habitantes.
El mensaje que se intenta comunicar, apoyado con datos del mundo académico es que el bienestar humano depende de la capacidad de conservación de los servicios de los ecosistemas (abastecimiento, regulación y culturales).
La Evaluación de Ecosistemas del Milenio de España ha supuesto la participación de más de 60 personas del campo científico.
Principales resultados
Entre los principales resultados alcanzados hasta el momento destaca que del buen funcionamiento de los ecosistemas de España y su biodiversidad depende el futuro social, cultural y económico de su población, ya que constituye la base biofísica o capital natural sobre el que se asienta el resto. Sin embargo, actualmente, entre el 40-68% de las especies se encuentran amenazadas suponiendo una importante pérdida de biodiversidad y el 45% de los servicios de los ecosistemas evaluados se han degradado o se están usando insosteniblemente, siendo los servicios de regulación, los más negativamente afectados. Los servicios de regulación constituyen de hecho el sustento o base para el suministro del resto de servicios, pero son sin embargo los más invisibilizados en políticas de gestión ambiental y/o territorial por carecer de un reflejo en los mercados. La biodiversidad y los servicios de los ecosistemas suministrados por la misma no pueden continuar en un estado de invisibilidad por más tiempo, y su verdadero valor para la sociedad, así como los costes de su pérdida y degradación, necesitan ser tenidos en cuenta en la toma de decisiones.
Informe de Análisis Espacial de la Evaluación de Ecosistemas del Milenio de España. Se ha realizado un análisis estadístico en el que se han introducido los datos de 15 variables con expresión territorial a nivel de provincia. El resultado final permite visualizar las sinergias y las compensaciones, así como las provincias donde estos intercambios y las sinergias se realizan.
Informe de los Escenarios de Futuro de la Evaluación de Ecosistemas del Milenio de España que exploran las implicaciones de diferentes caminos alternativos de desarrollo para la biodiversidad, los servicios de los ecosistemas y el bienestar humano. Aportan 200 propuestas de cambio hacia la transición socioecológica de España.